# Округ Вопело (Ајова)
Вопело (енгл. Wapello County) је округ у америчкој савезној држави Ајова.

## Демографија
По попису из 2010. године број становника је 35.625, што је 426 (-1,2%) становника мање 2000. године.
| Група             | 2000.          | 2010.          |
| Белци             | 34.339 (95,3%) | 31.157 (87,5%) |
| Афроамериканци    | 337 (0,9%)     | 482 (1,4%)     |
| Азијати           | 233 (0,6%)     | 254 (0,7%)     |
| Хиспаноамериканци | 799 (2,2%)     | 3.234 (9,1%)   |
| Укупно            | 36.051         | 35.625         |